# Grand Hotel Kempinski High Tatras

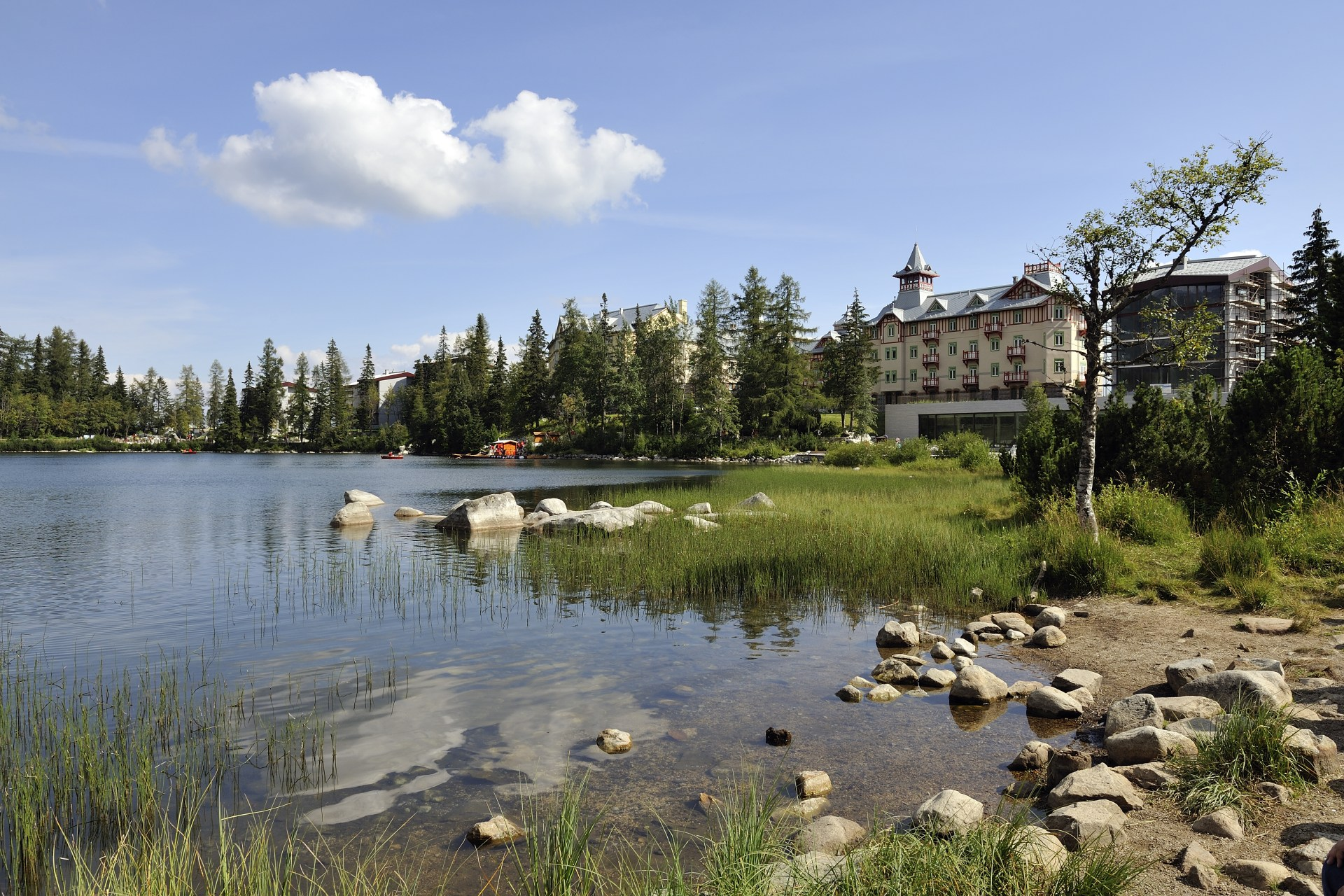
Ansicht des Hotels von Štrbské pleso

Das Grand Hotel Kempinski High Tatras ist ein Fünf-Sterne-Hotel in der Hohen Tatra am Ufer des Tschirmer Sees in Štrbské Pleso (Slowakei). Es gehört zu den Kempinski Hotels S.A. und wurde im Mai 2009 eröffnet, nach der Rekonstruktion des ehemaligen 'Hviezdoslav' Komplexes.

## Lage
Das Hotel befindet sich in unmittelbarer Nähe des Tschirmer Sees, auf einer Höhe von 1.351 m  über dem Meeresspiegel.

## Geschichte
Das Grand Hotel Kempinski High Tatras besteht aus drei miteinander verbundenen, historischen Gebäuden, die über einen Zeitraum von 34 Jahren am Tschirmer See gebaut wurden. Jánošík (1893), Kriváň (1906) und Hviezdoslav (1923) unterscheiden sich stark in ihrem architektonischen Ausdruck  vom historischen Design bis hin zum modernen Stil der 1920er Jahre. Zusammen lassen sie den Eindruck einer kuriosen Konstruktion mit verschieden geformten Dächern entstehen.
Das älteste der drei Gebäude ist ‚Jánošík‘ und wurde 1893 erbaut und 1894 fertiggestellt. Joseph Szentiványi ließ es für seinen Privatgebrauch errichten und nannte es ‚Villa Joseph‘. Diese romantische Villa, mit einer reich mit Malereien und Holzschnitzereien verzierten Fassade und einem üppig eingerichteten Inneren war ein  Urlaubsziel von Adligen. Unter den  Gästen waren  Familienmitglieder aus den Häusern Habsburg und Coburg sowie der serbische König Milan.
Nach der Gründung der Tschechoslowakei 1918 wurde das Gebäude nach dem slowakischen Volkshelden Juraj Jánošík umbenannt. In den folgenden Jahren wurden weitere Gebäude der ursprünglichen Villa hinzugefügt, unter anderem das 1906 fertiggestellte ‚Kriváň’ und 1923 ‚Hviezdoslav’.
‚Kriváň’ war  eines der drei führenden Grand Hotels in der Tatra. Das Projekt entstand unter der Leitung des  Architekten Guido Höpfner in Zusammenarbeit mit Géza Györgyi während der Belle Époche, einer Epoche, in der der secessionistische Stil dominierte. Daher wurde das Hotel sowie seine Einrichtung in diesem Stil konzipiert. Das Hotel beinhaltete einen Spa. Erzherzog Karl Stephan von Österreich und seine Familie waren unter den ersten Gästen des Grand Hotels; er war besonders von der  Eingangshalle und dem Restaurant beeindruckt. Nach 1918 hieß das Hotel in ‚Kriváň’, nach dem slowakischen Gipfel.
Das ‚Grand Hotel Hviezdoslav’ wurde 1923 eröffnet und trug den Namen des slowakischen Dichters Hviezdoslav. Die Innenausstattung wurde vom Rondokubismus, des tschechischen Stils der Zeit, beeinflusst. Vor der Austragung der FIS Weltmeisterschaft 1935 wurde das alte Touristenrestaurant durch ein neues, französisches Restaurant mit Bar ersetzt und von Kritikern als einzigartig in der Tatra bezeichnet.
Seit 1953 wurde der Hotelkomplex als Sanatorium genutzt und vernachlässigt, bis es schließlich wegen Baufälligkeit ganz geschlossen werden musste.

### Rekonstruktion des Komplexes
2003 begann der Architekt Peter Černo mit einer Studie, um dem früheren ‚Hviezdoslav‘ wieder seinem alten Glanz zu verschaffen. Das Ziel des Projektes war es, die seit 1963 unter Denkmalschutz stehenden Gebäude in ein Luxushotel zu verwandeln. Zugleich musste das Hotel den Ansprüchen der Management Company Kempinski gerecht werden. Das äußere Erscheinungsbild sollte möglichst dem Original entsprechen, daher recherchierte Černo in Archiven, um mit historischen Bildern und anderen Dokumenten die verschiedenen Gebäude so originalgetreu wie möglich zu rekonstruieren.
Die Rekonstruktion des Hotels dauerte mehr als vier Jahre. Der Komplex befindet sich inmitten des Tatra Nationalparks und untersteht als nationales Monument dem Denkmalschutz.

## Galerie

Grand Hotel Kempinski High Tatras – Geschichte des Hotels
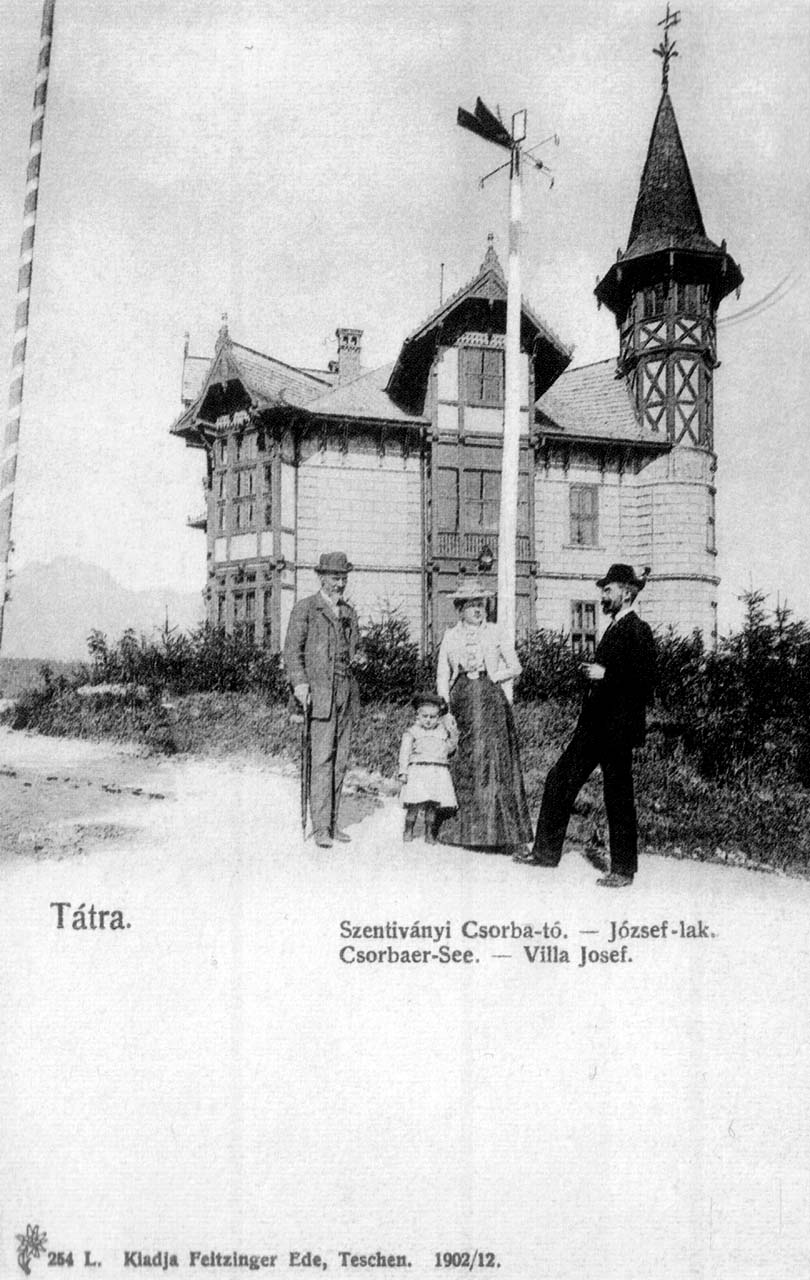
Ehemalige Villa "Jánošík"
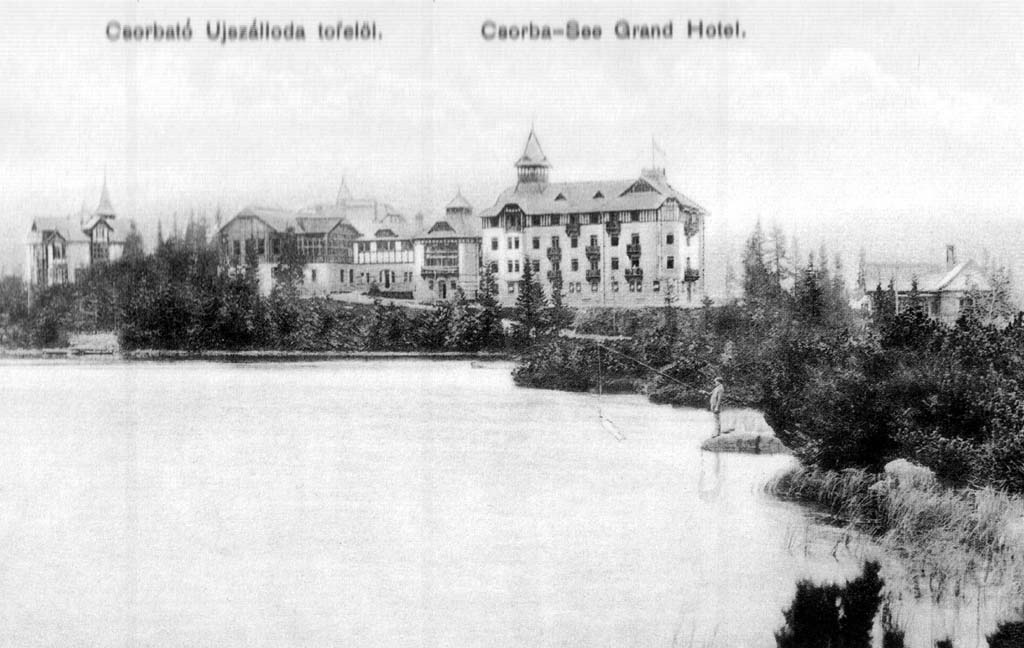
Ansicht des ehemaligen Grand Hotel von Štrbské Pleso
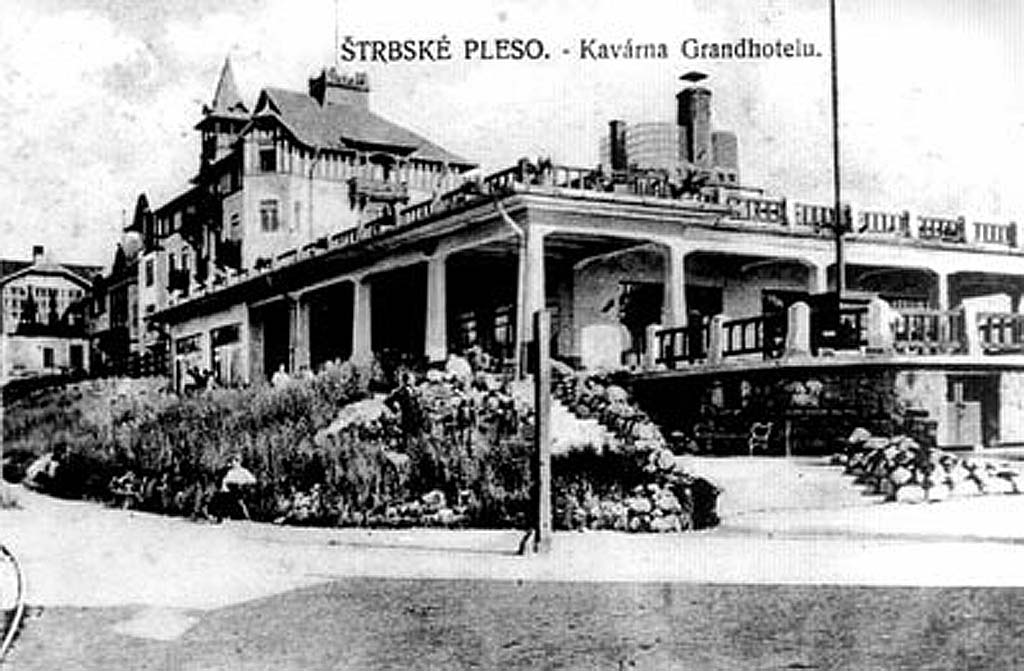
Grand Hotel Cafe
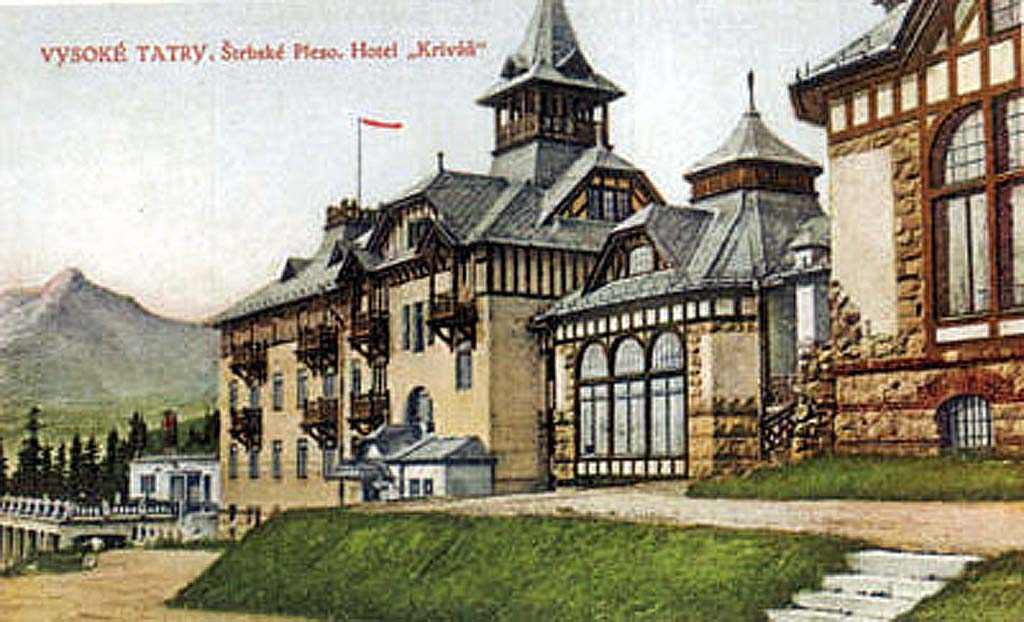
"Kriváň" Gebäude
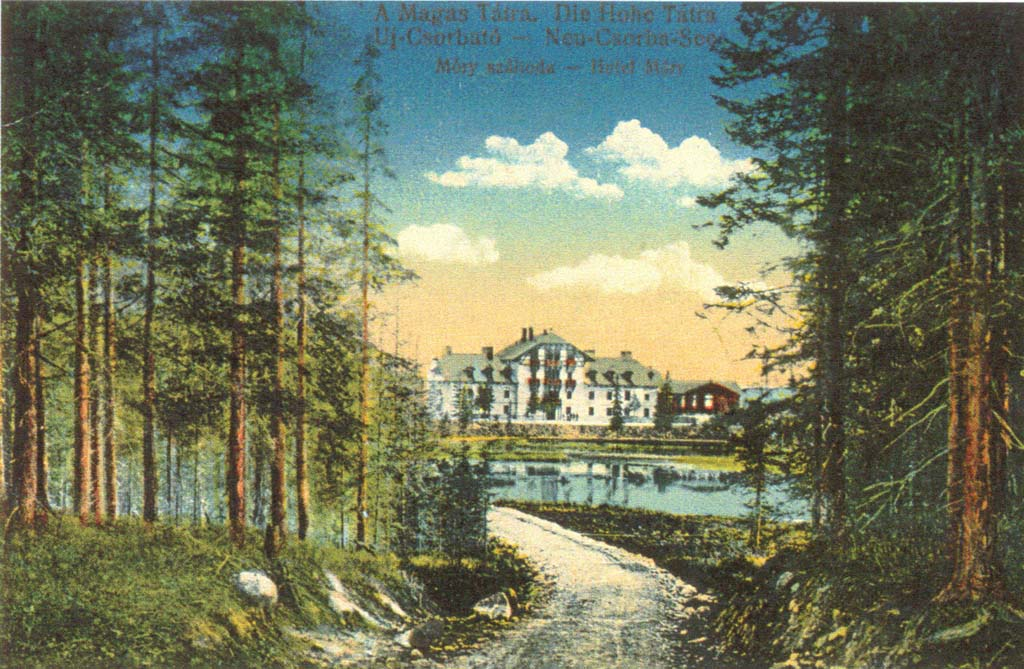
Grand Hotel Gebäude
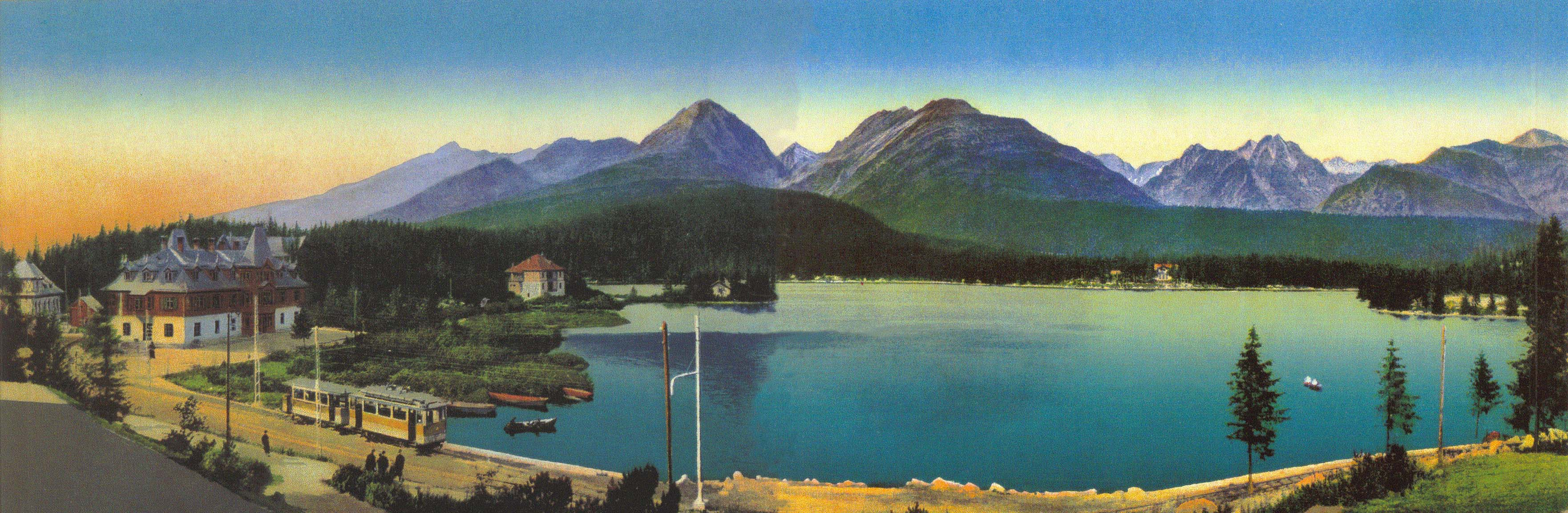
Panoramablick der Hohe Tatra
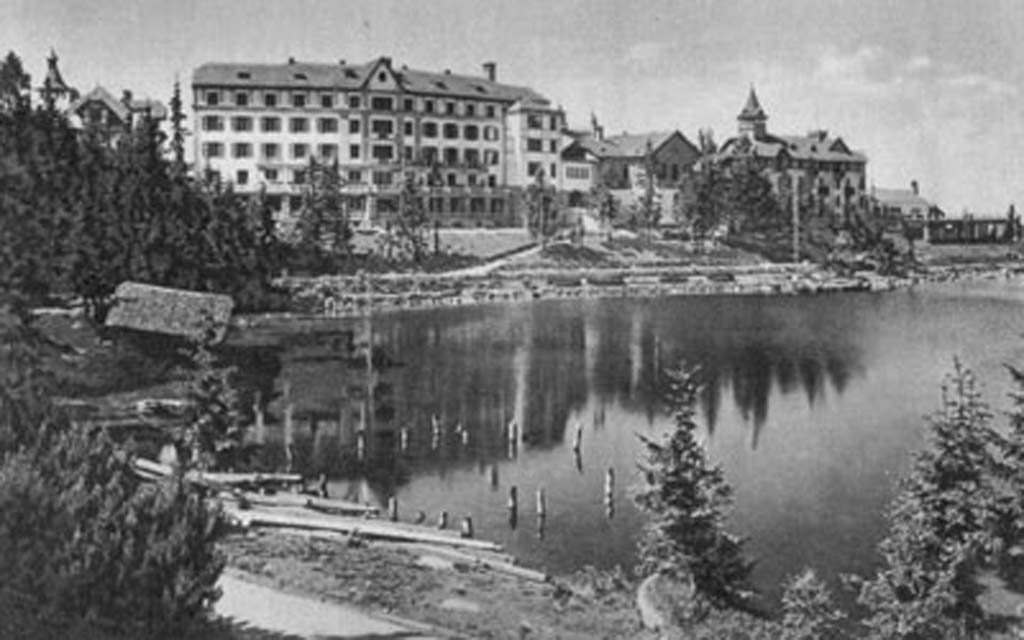
Grand Hotel Gebäude
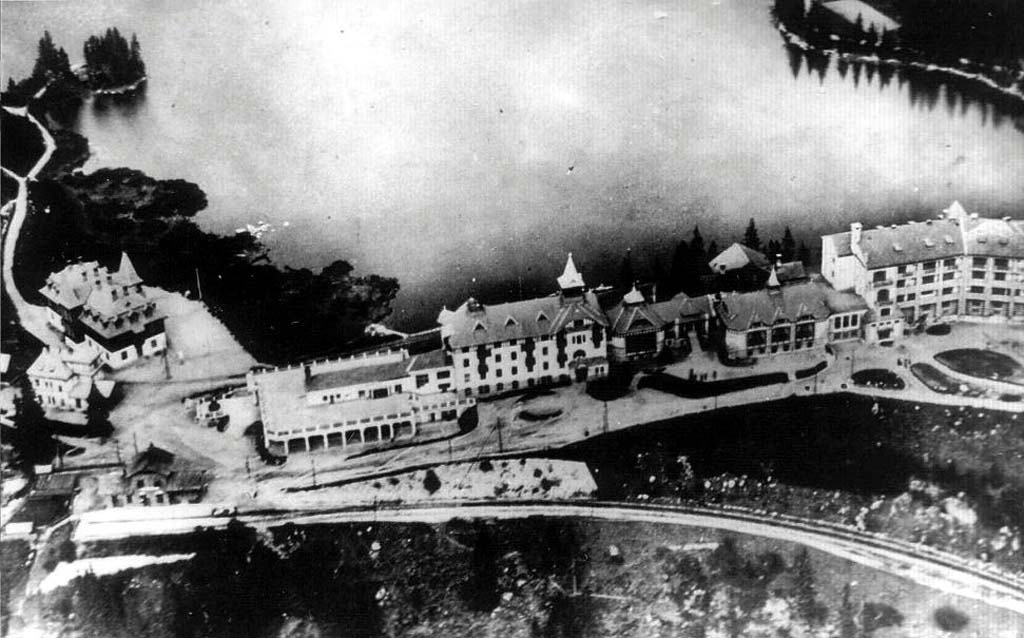
Ansicht des Hotels aus der Luft
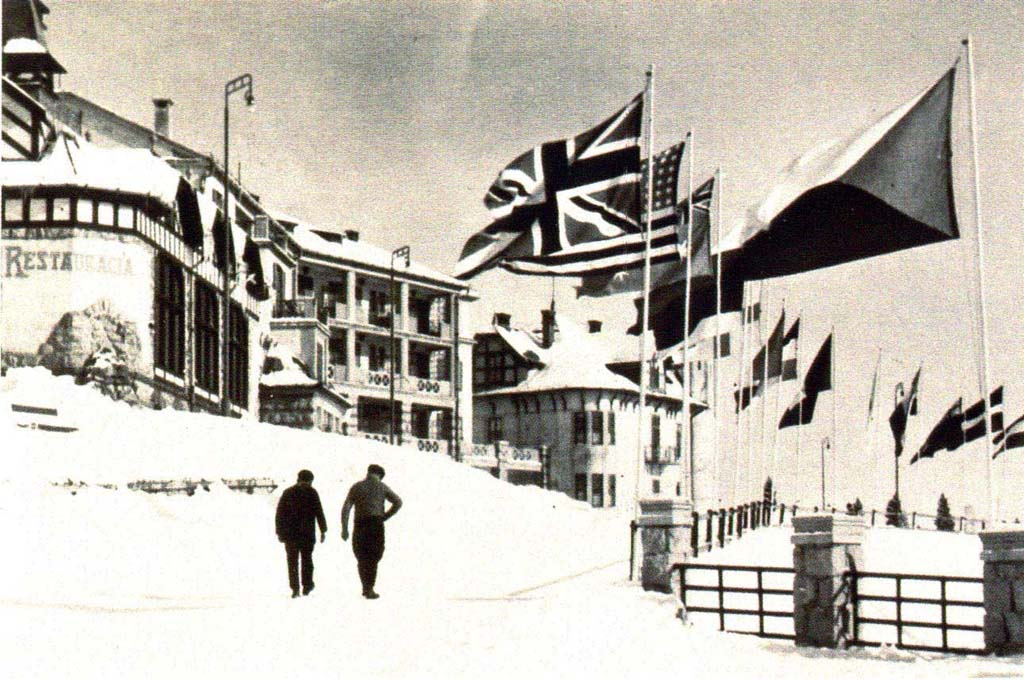
Vorderseite des Grand Hotels
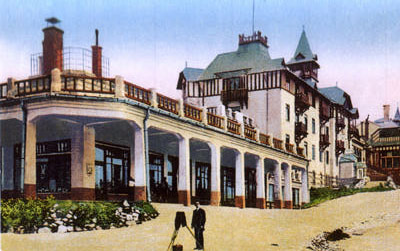
Vorderseite des Grand Hotels
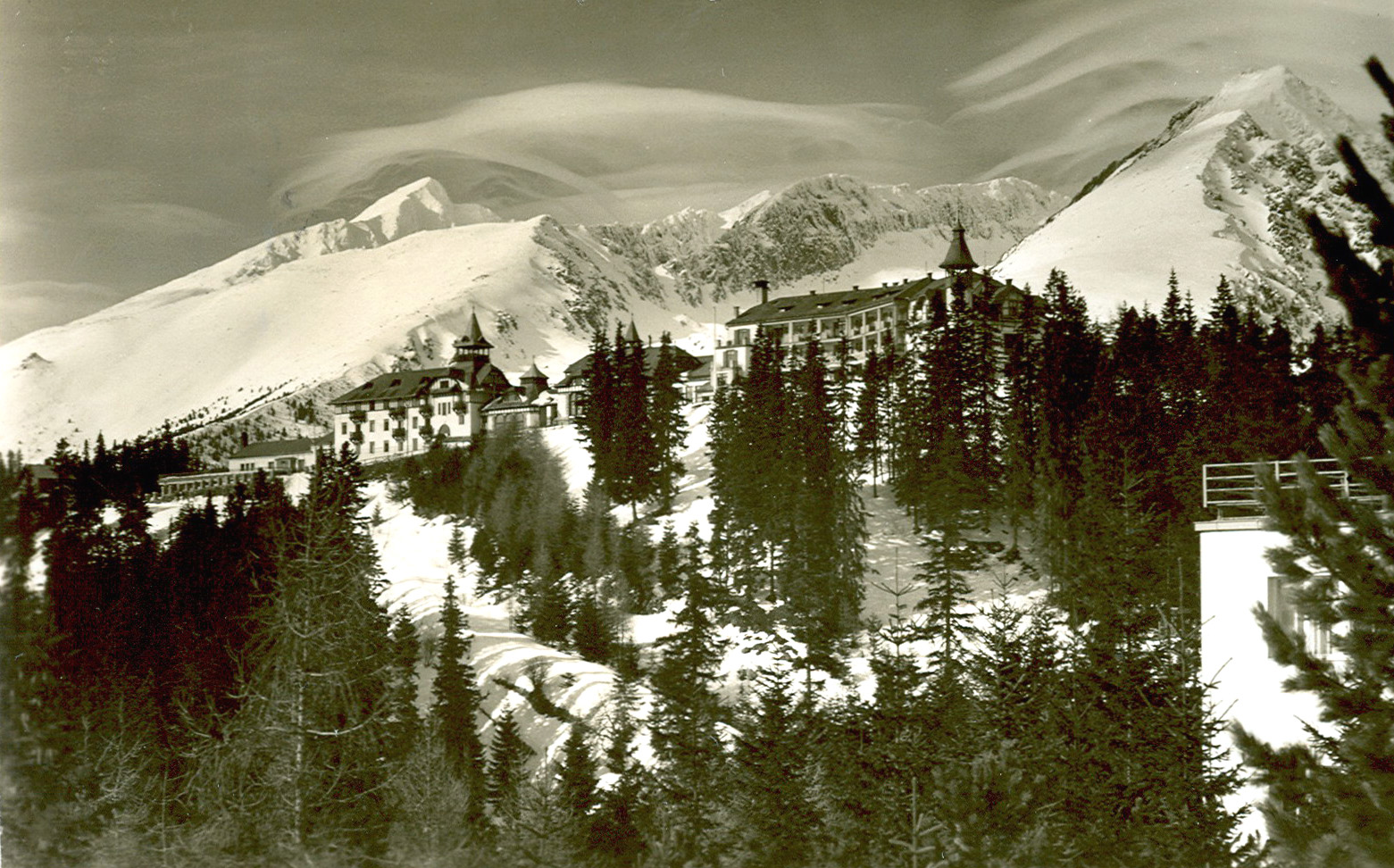
Ansicht des Grand Hotels und Kriváň Gipfel
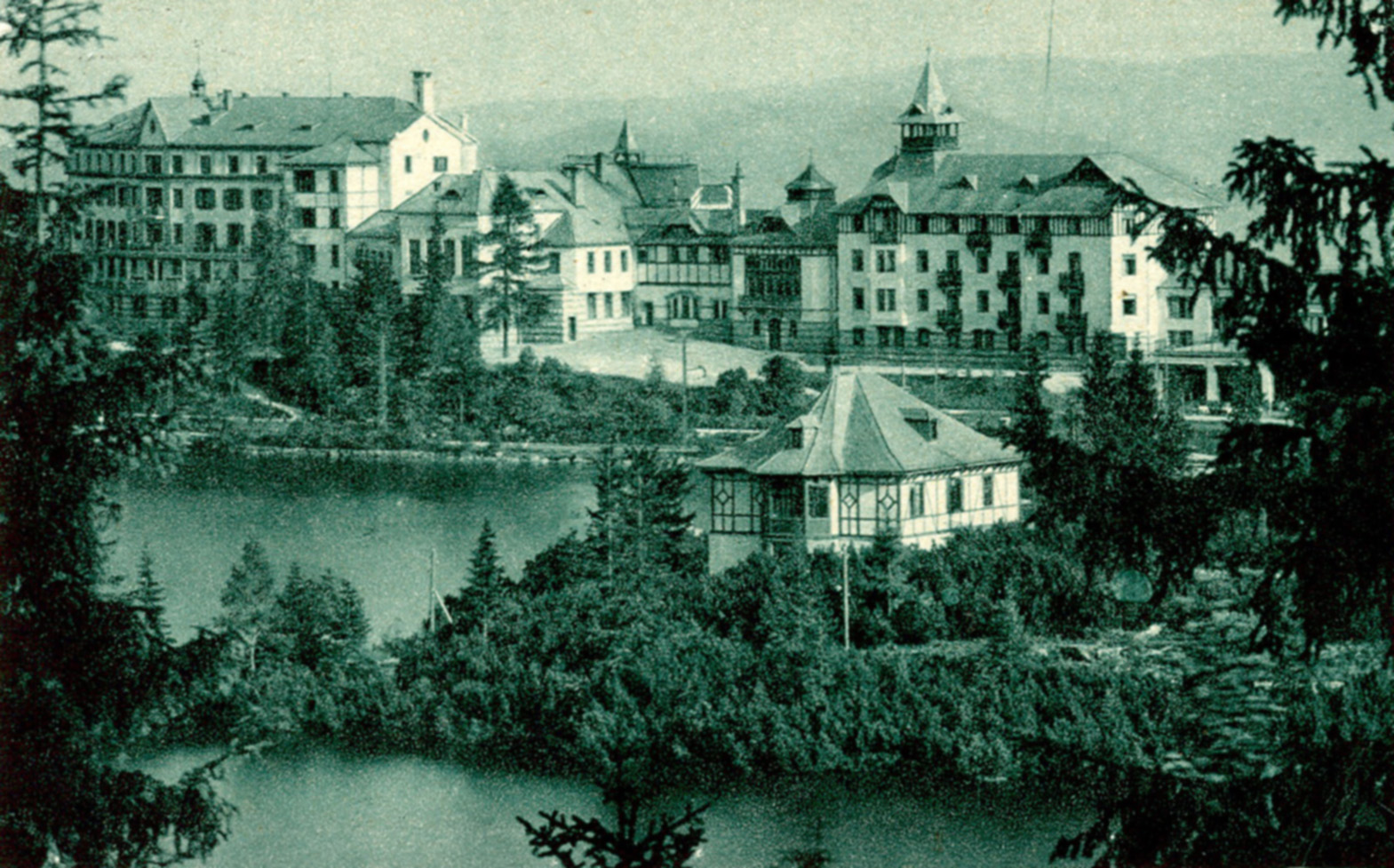
Ansicht des Grand Hotels von Štrbské Pleso
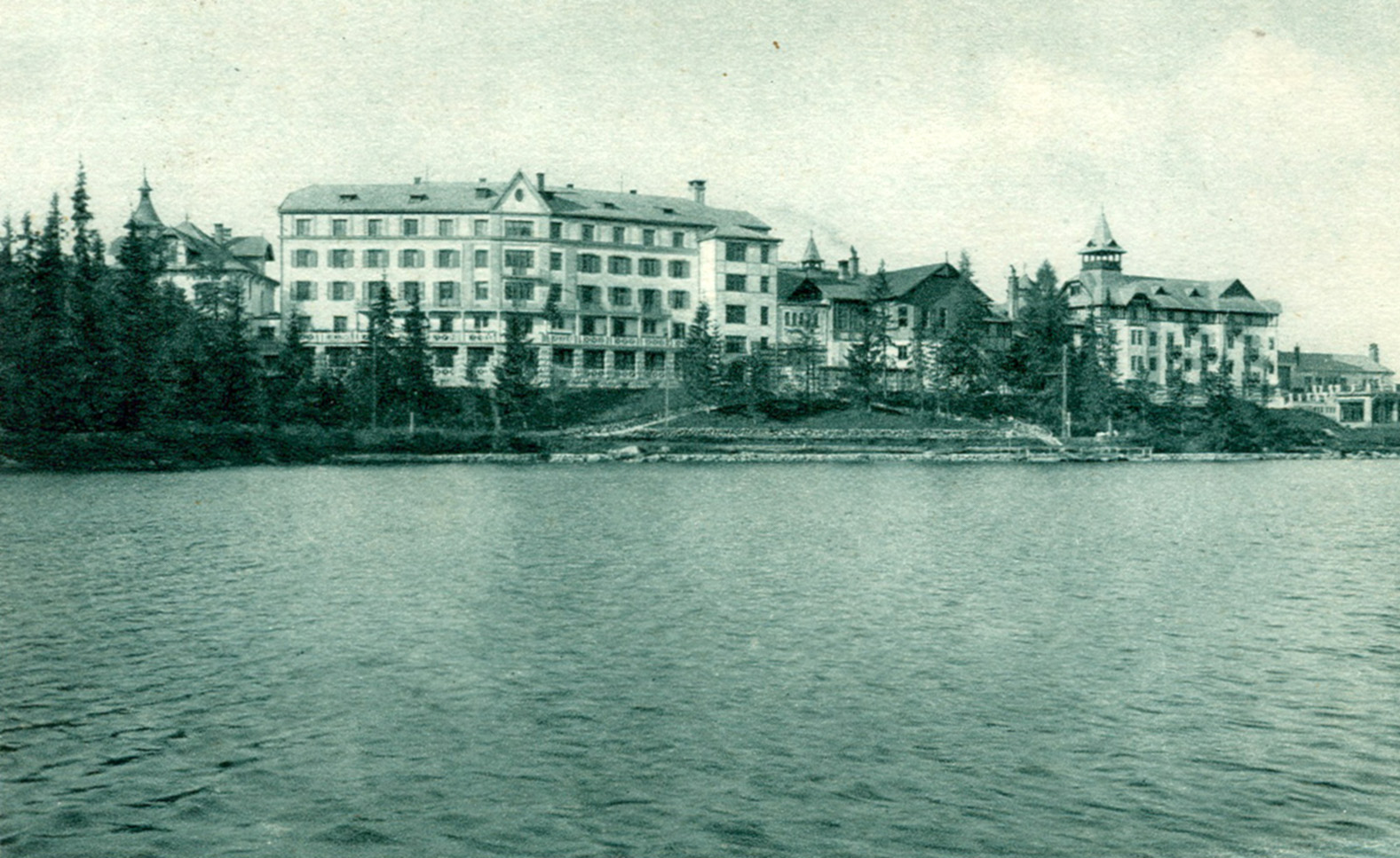
Ansicht des Grand Hotels von Štrbské Pleso
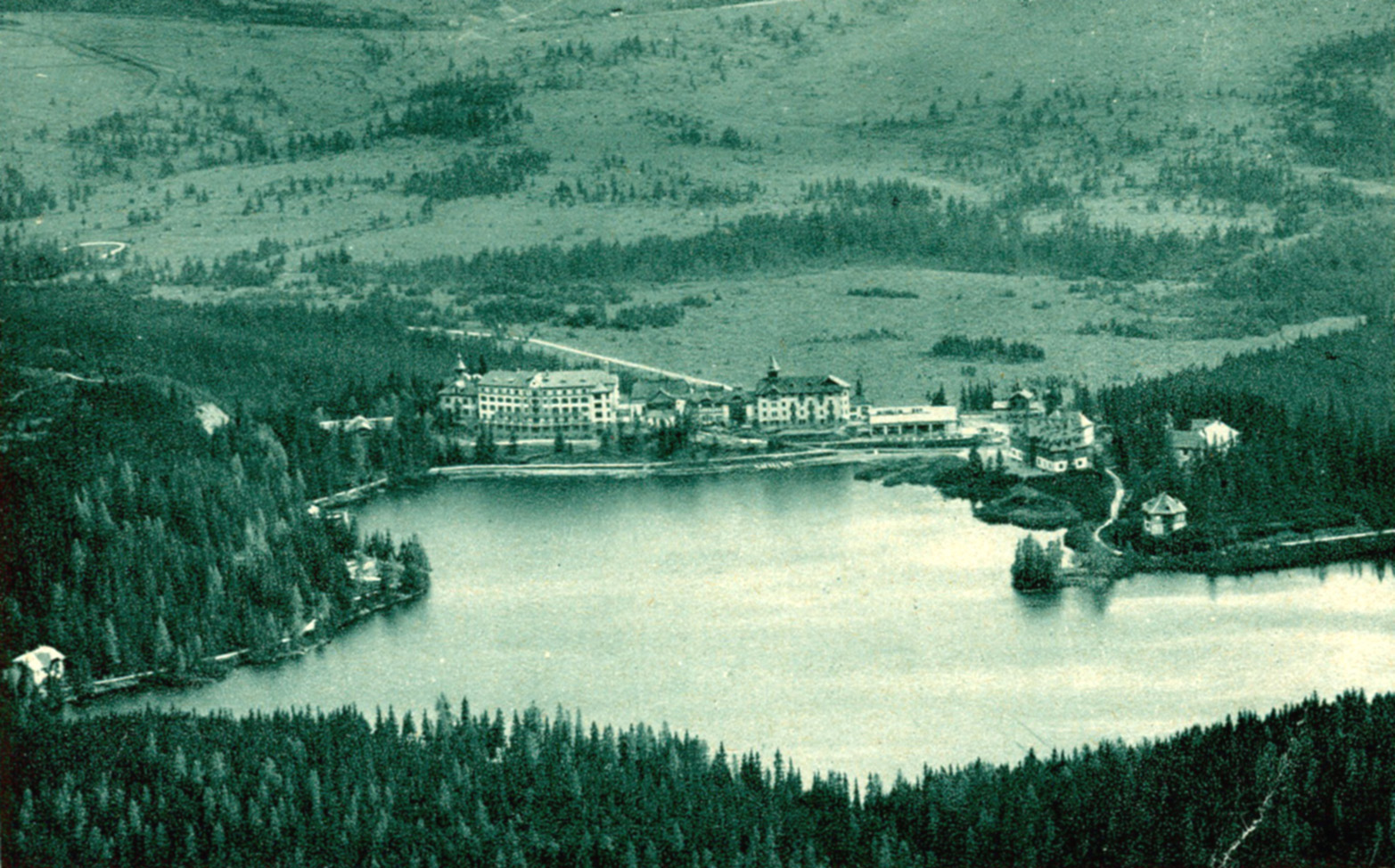
Ansicht des Hotels aus der Luft
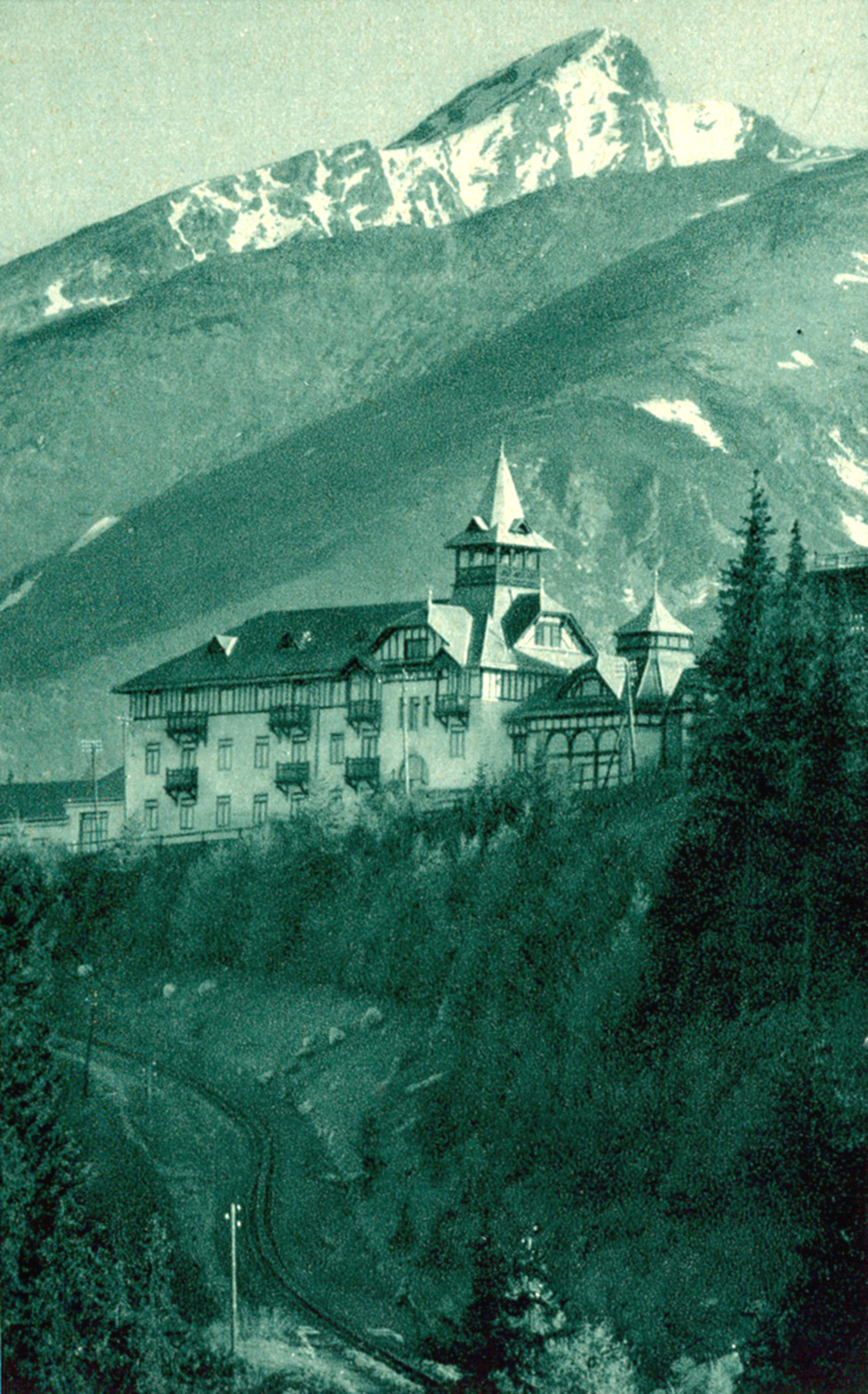
Die ehemalige Straßenbahnlinie
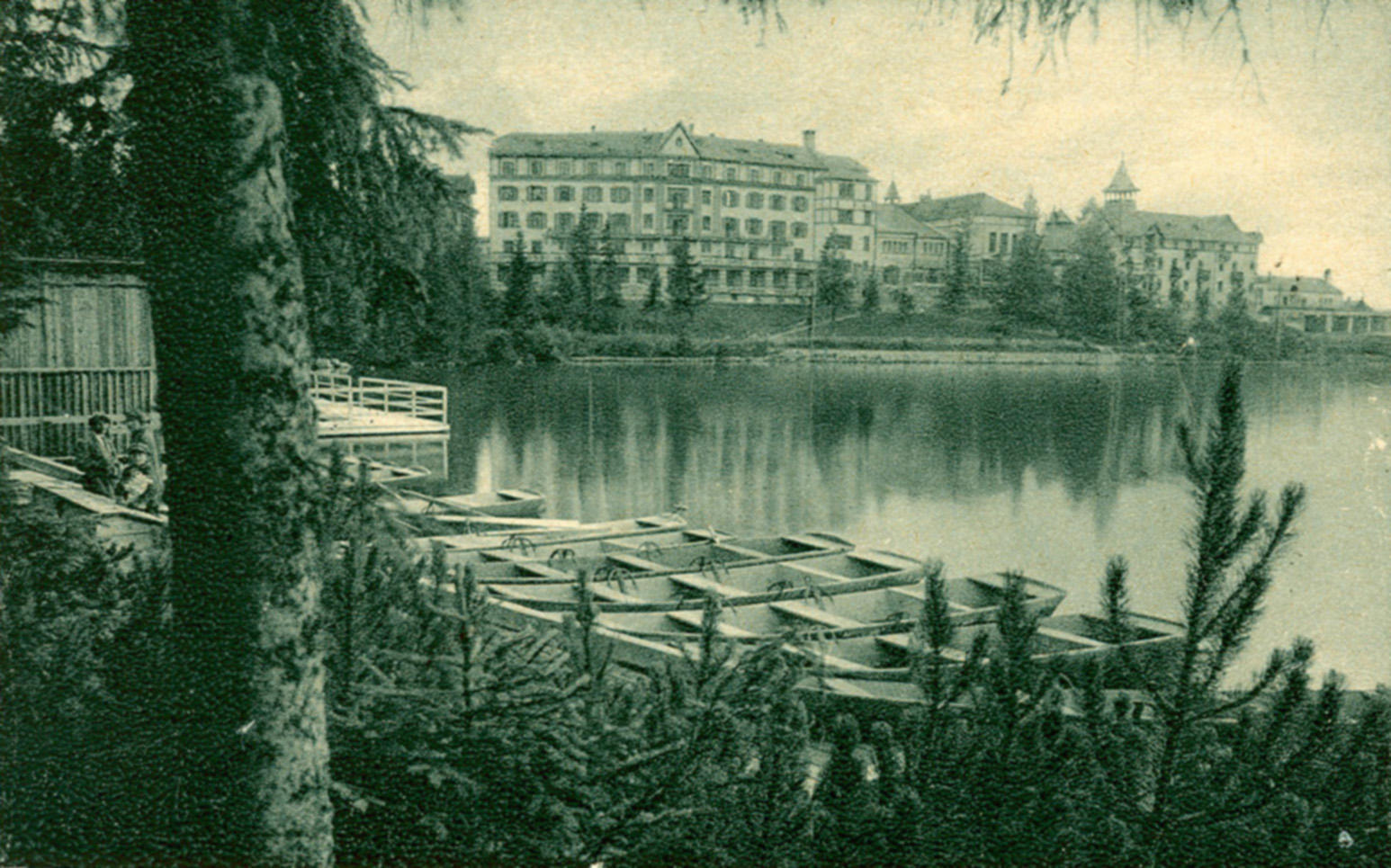
Ansicht des Grand Hotels von Štrbské Pleso
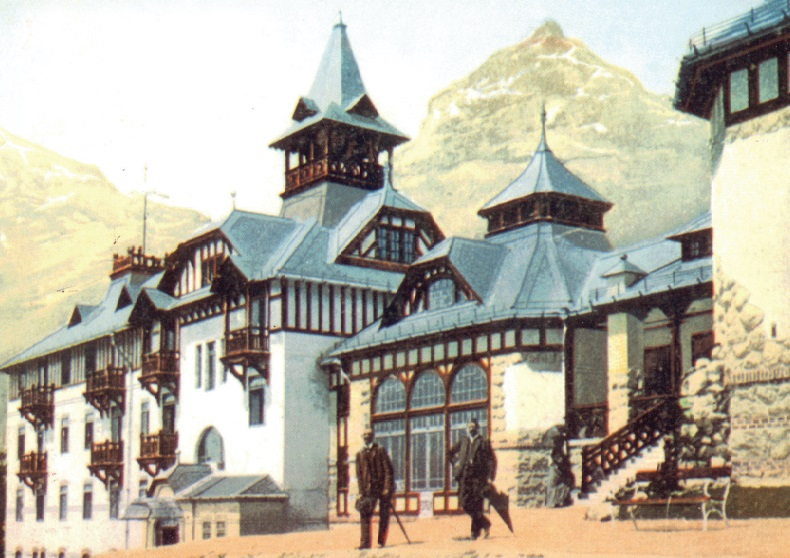
Eingang zum Grand Hotel